# Erik Tegner
Erik Tegner (29 de octubre de 1896 - 9 de septiembre de 1965) fue un jugador de tenis danés nacido el  en Bangkok, Siam (actual Tailandia), y fallecido el  en Reading, Reino Unido.

## Carrera
Erik Tegner es hijo de un director de una compañía de pinturas para barcos y capitán en la marina de Siam. Tras el divorcio de su madre, se trasladó con ella a Dinamarca en 1902.
Jugador del club B.93 de Copenhague de 1916 a 1927, fue Campeón Nacional de Dinamarca una vez en individual y cinco veces en dobles.
Vencedor de varios torneos en Europa, se instaló en París en 1920 y ganó en diciembre la Copa Georges Gault en las pistas cubiertas del Tennis Club de Paris. Representó a este club en el equipo parisino durante un encuentro París-Londres. En , ganó la Copa de Navidad en las pistas del S.C.P de la rue de Saussure. Derrotó a Henri Cochet y luego a Max Decugis en la final. Se impuso en agosto en Deauville contra Nicolae Misu.
Descrito como poseedor de un juego relajado, no obstante, tenía un excelente servicio y un revés potente.

## Participaciones

### Juegos Olímpicos
En los Juegos Olímpicos de 1920 en Amberes
- Individual: 1/32 segunda ronda perdido contra el japonés Seiichiro Kashio
- Dobles mixtos: 4º lugar tras el partido por la tercera ronda contra la pareja checoslovaca Milada Skrbková / Ladislav Žemla con Amoury Folmer-Hansesn[8]

En los Juegos Olímpicos de 1924 en París
- Individual: 1/32  perdido en la primera ronda contra el noruego Jack Nielsen
- Dobles: 1/8 perdido en la tercera ronda contra la pareja estadounidense Watson Washburn / Richard Norris III Williams con Einer Ulrich
- Dobles mixtos: 1/16 perdido en la primera ronda contra la pareja belga Anne de Borman / Stephan Halot con Elsebeth Brehm

### Copa Davis
Jugó para el Dinamarca. En individual, 1 victoria por 7 derrotas y en dobles 1/3, total 2/10.
- 1921: semifinal del grupo mundial perdido contra el Australasia en  Cleveland, Estados Unidos.
- 1922: cuartos de final del grupo mundial perdido contra Francia en Copenhague.
- 1923: Europa perdido contra Francia en Burdeos.
- 1924: cuartos de final de Europa perdido contra Italia en Copenhague (ganó 1 individual y 1 dobles).

### Grand Slam
- 1920 perdió en la segunda ronda (1/32) en individual del torneo de Wimbledon contra Axel Gravem (5-7, 2-6, 6-3, 6-4, 7-5)[9]

### Campeonatos del Mundo de Tenis
Campeonatos del Mundo en tierra batida:
- 1920: semifinal perdido contra André Gobert (6-2, 7-5)
- 1921: semifinal perdido contra Jean Washer (7-5, 4-6, 6-1, 6-4)
- 1922: primera ronda perdido contra Maas Van der Feen (6-3, 6-1, 5-7, 2-6, 6-2)
- 1923: cuartos de final perdido contra Jean Washer (6-3, 6-1, 6-3)

Campeonatos del Mundo en pista cubierta:
- 1921 (Copenhague): semifinal perdido contra Alfred Beamish (6-2, 3-6, 8-6, 6-1), título en dobles mixtos con Elsbeth Brehm contra Waagepetersen y Agnete Goldschmidt (6–2, 6–2), final en dobles con Paul Henricksen (6–3, 6–2, 3–6, 6–3) perdido contra Maurice Germot y William Laurentz.
- 1923 (Barcelona): octavos de final perdido contra Jean Couiteas de Faucamberge (6-2, 4-6, 5-7, 6-4, 6-2), final en dobles con Leif Rovsing.

### Otros
- 1923: semifinal en el Masters de Montecarlo perdido contra el doble campeón defensor y futuro ganador de la edición, Gordon Lowe (6-2, 7-5)
- 1921: cuartos de final del Campeonatos del Mundo en tierra batida venció al campeón defensor William Laurentz fatigado por dos partidos a 5 sets en las rondas anteriores (6-4, 6-4, 6-3)